# Kronika bambusowa
Kronika bambusowa – kronika chińska opisująca okres od legendarnego Żółtego Władcy do 299 p.n.e., spisana najprawdopodobniej w III wieku p.n.e. na tabliczkach wykonanych z drewna bambusowego. Odnaleziona w roku 281 w grobie zamkniętym od 299 p.n.e. Część tabliczek została spalona, pozostałe pomieszane, jednakże w latach późniejszych zostały zinwentaryzowane.